# Hocco de Koepcke
Pour les articles homonymes, voir Hocco et Koepcke.
Pauxi koepckeae
Espèce
Synonymes
- Pauxi unicornis koepckeae 
Weske & Terborgh, 1971

Statut de conservation UICN

 CR C2a(i,ii) : 
En danger critique
L'Hocco de Koepcke (Pauxi koepckeae) est une espèce d'oiseaux de la famille des Cracidae.
Son nom est dédié à l'ornithologue allemande Maria Koepcke (1924-1971).

## Distribution
Cet oiseau est endémique du cerros del Sira (es) (Pérou).

## Taxinomie
Cette espèce était jusqu'à récemment considérée comme une sous-espèce du Hocco unicorne (P. unicornis).

## Publication originale
- Weske & Terborgh, 1971 : A new subspecies of curassow of the genus Pauxi from Peru. Auk, vol. 88, n. 2, p. 233-238 (texte intégral).